# البيانات الثلاث

## البيان الأول
البيان الأول (فبراير 28، 1972)، والمعروف ببيان شنغهاي، يلخص الحوار التاريخي الذي ابتدأ بين الرئيس الأمريكي ريتشارد نيكسون وتشو انلاي رئيس الوزراء الصيني في فبراير 1972. بعض القضايا التي تم تناولها في البيان شملت رؤية الطرفين حول فيتنام، شبه الجزيرة الكورية، الهند وباكستان واقليم كشمير. وربما الأهم اتفاق الطرفين على احترام السيادة الوطنية للاخر والنزاهة الإقليمية. الولايات المتحدة ابلغت الصين بشكل رسمي برغبتها بصين موحدة غير مجزئة.

## البيان الثاني
البيان الثاني (1 يناير 1979)، البيان المشترك حول ترسيخ العلاقات الدبلوماسية، ويعلن بشكل رسمي عن بدء العلاقات الطبيعية بين الولايات المتحدة وجمهورية الصين الشعبية. وبه تعترف الولايات المتحدة بأن حكومة جمهورية الصين الشعبية وحدها الحكومة الشرعية للصين. بالإضافة إلى اعلان حكومة الولايات المتحدة انها قد تنهي العلاقات الرسمية مع جمهورية الصين الوطنية (تايوان) بينما تحتفظ بالروابط الاقتصادية والثقافية معها. كلا الطرفان أكدا رغبتهما لتقليل خطر التضارب الدولي إضافة إلى تجنب السيطرة على أي دولة في منطقة آسيا والمحيط الهادئ.

## البيان الثالث
البيان الثالث والاخير (17 أغسطس 1979)، المعروف أيضا ببيان 17 أغسطس. يؤكد من جديد على رغبة كل من الطرفين بتقوية الاواصر الاقتصادية، التعليمية، العلمية والتكنلوجية. وكلا الطرفين اعادوا تأكيد التصريحات بخصوص قضية تايوان المذكورة في البيان السابق. رغم عدم الوصول إلى استنتاج نهائي بخصوص قضية مبيعات السلاح لتايوان، الولايات المتحدة اعلنت نيتها لتقليل مبيعات السلاح لتايوان بشكل تدريجي.

## روابط خارجية
- The full text of the Three Joint Communiqué